# Cinema staff
cinema staff（シネマ スタッフ）は、日本のロックバンド。2006年結成。

## 略歴
- 2003年、高校の同級生であった辻、飯田、三島により前身バンドである「REAL」を結成[6]。
- 2006年、大学進学を機に久野の前任となるドラムスが加入。バンド名を「cinema staff」に変更する。三島は南山大学の音楽サークルであるアメリカ民謡研究会に入会する。7月、三島が同サークルの久野を誘い現在の編成となる。名古屋市を中心に活動する[7]。
  - 9月、「COLLEGE ROCK FESTIVAL 2006全国大会 at 今池ボトムライン」に出場し、大賞を受賞[要出典]。
  - 11月、「TEENS' MUSIC FESTIVAL 2006」の全国大会に出場[8]。
- 2008年11月に残響レコードよりインディーズデビュー[9]。
- 2010年3月、Shibuya O-nestとCLUB ROCK'N'ROLLにて初ワンマンライブを開催。チケットは両日共に即日完売となった[10]。
- 2011年1月、最もブレイクが期待できる新人アーティスト10組をiTunes Storeが選出する「Japan Sound of 2011」においてcinema staffが選ばれる[11]。
- 2012年第4回CDショップ大賞2012の地方賞作品に「cinema staff」が東海ブロック賞を受賞[12]。
  - 6月、ポニーキャニオンよりメジャーデビュー[6]。
- 2013年8月、テレビアニメ『進撃の巨人』後期エンディングテーマを含むシングル『great escape』がスマッシュヒットを記録[13]。
- 2013年10月、地元岐阜県で三島が「自分たちの活動で岐阜に何かを還元したい」という想いのもと、自主企画フェスの「OOPARTS」を開催。以降毎年開催される[14]。
- 2014年5月、ミュージック・ジャケット大賞2014にアルバム『望郷』がノミネートされる[15]。
- 2015年12月、テレビアニメ『遊☆戯☆王ARC-V』のオープニングテーマ「切り札」を含む『SOLUTION E.P.』を発売[16]。
- 2016年3月、ミュージック・ジャケット大賞2016に『SOLUTION E.P.』がノミネートされる[17]。
- 2016年11月、初のトリプルA面EP『Vektor E.P.』を発売。発売日である11月30日に自主企画「シネマのキネマ」を開催[18]。
- 2017年5月、6枚目のフルアルバム『熱源』を発売[16]。
- 2018年1月、Jリーグ・FC岐阜のオフィシャルサポートソング『HYPER CHANT』を配信リリース[19]。
- 2019年9月、初のベストアルバムで『BEST OF THE SUPER CINEMA 2008ｰ2011/2012ｰ2019』を発売[16]。
- 2021年11月、7枚目のフルアルバム『海底より愛をこめて』を発売。(発売元:THIS TIME INC 販売元:PCI MUSIC)[16]

## メンバー
メンバーは全員1987年生まれ。
- 辻 友貴（つじ ともたか、4月28日生まれ[21]）（38歳） - ギター
岐阜県出身[22]。名古屋工業大学卒業。
リーダーも務めている[23]。
2013年1月から三島と共にpeelingwardsというバンドを組んでおり、ギター・コーラスを担当。
- 飯田 瑞規（いいだ みずき、4月8日生まれ[24]）（38歳） - ボーカル・ギター
岐阜県出身[25]。
一部楽曲（「サイクル」「妄想回路」「unsung」「somehow」）において作詞を担当。
2018年10月24日、初のソロ作品『眩暈』を配信限定で発売[26]。
2018年österreich 「楽園の君」 （「東京喰種トーキョーグール:re」第2期EDテーマ）ゲストボーカルに参加。
兄は歌手・イラストレーターの飯田俊樹[27]。
- 三島 想平（みしま そうへい、8月30日生まれ[28]）（37歳） - ベース
岐阜県瑞穂市出身[29]。
結成以来、作詞作曲を手がけている[30]。
2020年9月16日、初のソロ作品となるアルバム『plan B』を配信限定で発売[31]。
妻は「tricot」のベース・ボーカルのヒロミ・ヒロヒロ[32]。
- 久野 洋平（くの ようへい、12月8日生まれ[33]）（37歳） - ドラムス
愛知県犬山市出身[34]。
イラストを得意としていて、「ドコうさ」や「残響くんスタンプ」など自作のLINEスタンプを発表している[35]。

## ディスコグラフィー

### シングル
|     | 発売日        | タイトル       | 規格   | 生産番号   | 最高位 | 収録アルバム                                 |
| --- | ------------- | -------------- | ------ | ---------- | ------ | -------------------------------------------- |
| 1st | 2011年1月12日 | 水平線は夜動く | CD     | ZNR-102    | 37位   | -                                            |
| 2nd | 2013年2月20日 | 小さな食卓     | CD+DVD | PCCA-03792 | 46位   | 望郷                                         |
| 3rd | 2013年2月20日 | 西南西の虹     | CD     | PCCA-03793 | 38位   | 望郷                                         |
| 4th | 2013年8月21日 | great escape   | CD     | PCCA-03900 | 12位   | Drums,Bass,2(to) Guitars                     |
| 5th | 2019年5月29日 | Name of Love   | CD     | PCCA-04789 | 39位   | BEST OF THE SUPER CINEMA 2008-2011/2012-2019 |

### EP
|     | 発売日         | タイトル                      | 規格      | 生産番号                                  | 最高位 |
| --- | -------------- | ----------------------------- | --------- | ----------------------------------------- | ------ |
| 1st | 2012年6月20日  | into the green                | CD        | PCCA-03613                                | 42位   |
| 2nd | 2015年10月28日 | WAYPOINT E.P.                 | CD+DVD CD | PCCA-04284(初回限定盤) PCCA-04285(通常盤) | 46位   |
| 3rd | 2015年12月16日 | SOLUTION E.P.                 | CD+DVD CD | PCCA-04337(初回限定盤) PCCA-04338(通常盤) | 40位   |
| 4th | 2016年11月30日 | Vektor E.P.                   | CD        | PCCA-4467                                 | 54位   |
| -   | 2020年12月16日 | 3.28/TOKYO DISCORDER 7inch EP | 7inch     | CNM-002VL(完全受注生産)                   |        |
| 5th | 2021年6月2日   | 白夜/極夜 E.P.                | CD        | CNM-003                                   | 60位   |
| 6th | 2023年7月3日   | I SAY NO                      | CD        | CNM-008 (ライブ会場・通販限定発売)        |        |

### ミニアルバム
|     | 発売日         | タイトル                   | 規格 | 生産番号   | 最高位 |
| --- | -------------- | -------------------------- | ---- | ---------- | ------ |
| 1st | 2008年11月19日 | document                   | CD   | ZNR-058    | 圏外   |
| 2nd | 2009年6月10日  | Symmetoronica              | CD   | ZNR-068    | 115位  |
| 3rd | 2010年7月7日   | Blue,under the imagination | CD   | ZNR-094    | 72位   |
| 4th | 2012年9月2日   | SALVAGE YOU                | CD   | PCCA-03652 | 44位   |

### フルアルバム
|     | 発売日        | タイトル                 | 規格      | 生産番号                                                      | 最高位 |
| --- | ------------- | ------------------------ | --------- | ------------------------------------------------------------- | ------ |
| 1st | 2011年6月1日  | cinema staff             | CD        | ZNR-108                                                       | 41位   |
| 2nd | 2013年5月22日 | 望郷                     | CD+DVD CD | PCCA-03822（初回限定盤） PCCA-03823（通常盤）                 | 25位   |
| 3rd | 2014年4月2日  | Drums,Bass,2(to) Guitars | CD+DVD CD | PCCA-04008（初回限定盤） PCCA-04009（通常盤）                 | 32位   |
| 4th | 2015年4月22日 | blueprint                | CD        | PCCA-4194                                                     | 27位   |
| 5th | 2016年5月18日 | eve                      | CD+DVD CD | PCCA-4380(初回限定盤) PCCA-4381(通常盤)                       | 22位   |
| 6th | 2017年5月17日 | 熱源                     | CD+DVD CD | PCCA-4537(初回限定盤) PCCA-4538(通常盤)                       | 22位   |
| 7th | 2021年11月3日 | 海底より愛をこめて       | CD+DVD CD | CNM-004(初回限定盤) CNM-005(通常盤)                           | 40位   |
| 8th | 2025年8月1日  | PLASTIC YOUTH            | CD+DVD CD | CNM-012(初回限定盤)(ライブ会場・通販限定発売) CNM-013(通常盤) |        |

### ベストアルバム
| 発売日        | タイトル                                     | 規格 | 生産番号   | 最高位 |
| ------------- | -------------------------------------------- | ---- | ---------- | ------ |
| 2019年9月18日 | BEST OF THE SUPER CINEMA 2008-2011/2012-2019 | CD   | PCCA-04817 | 33位   |

### スプリットアルバム
| 発売日        | タイトル                               | 規格 | 生産番号   | 最高位 |
| ------------- | -------------------------------------- | ---- | ---------- | ------ |
| 2018年6月13日 | undivided E.P. / cinema staff×アルカラ | CD   | PCCA-04674 | 24位   |

### ダウンロード配信
| 発売日         | タイトル                   | 備考                                                 |
| -------------- | -------------------------- | ---------------------------------------------------- |
| 2013年7月15日  | great escape(TVサイズver.) |                                                      |
| 2014年1月18日  | dawnrider                  | ゲームアプリ『モンハン 大狩猟クエスト』テーマソング  |
| 2014年2月1日   | 2月/february・僕達の疾走   | 「2月/february」はbloodthirsty butchersのカバー      |
| 2014年3月1日   | borka                      |                                                      |
| 2015年10月5日  | 切り札 TVサイズver.        |                                                      |
| 2018年1月22日  | HYPER CHANT                | プロサッカークラブ・FC岐阜オフィシャルサポートソング |
| 2018年10月24日 | 眩暈                       | 飯田瑞規のソロデビュー作品                           |
| 2019年4月29日  | Name of Love(TVサイズver.) |                                                      |
| 2020年4月29日  | 3.28                       |                                                      |
| 2020年11月25日 | TOKYO DISCORDER            |                                                      |
| 2022年10月12日 | flugel                     |                                                      |
| 2022年12月28日 | 陸の孤島                   |                                                      |
| 2023年2月8日   | 橙の日                     |                                                      |
| 2023年4月19日  | フェノメナルマン           |                                                      |
| 2023年6月21日  | I SAY NO                   |                                                      |
| 2024年10月2日  | バースデイズ・イヴ         |                                                      |
| 2024年10月9日  | プレキシ・ハイ             |                                                      |
| 2025年1月29日  | 岐路                       |                                                      |

### デモCD
1. 1st demo CD「AIMAI VISION」（2007年9月23日）
  1. AIMAI VISION
  2. ridiclous honer[studio ver.]
2. 2nd demo CD「DAWNY SONG COLLECTION E.P.」
  1. Daybreak syndrome
  2. ニトロ
3. 1st LIVE CD「LIVE at SHINSAKAE CLUB ROCK'N'ROLL '07 2/27」
  1. Daybreak syndrome
  2. ニトロ
  3. ローリング
  4. ridiclous honer
  5. stereo future
4. 3rd demo CD「DAWNY SONG COLLECTION」
  1. KARAKURI in the skywalkers
  2. ニトロ
  3. Daybreak syndrome
  4. 妄想回路
  5. AIMAI VISION(another take)
  6. ローリング(LIVE)
  7. stereo future(LIVE)
5. 2nd LIVE CD「LIVE at SHINSAKAE CLUB ROCK'N'ROLL '08 3/20」
  1. AMK HOLLIC
  2. AIMAI VISION
  3. 部室にて
  4. GATE
  5. 優しくしないで
  6. KARAKURI in the skywalkers
6. 4th demo CD「CHANGEUP E.P.」
  1. チェンジアップ
  2. 部室にて
  3. AMK HOLLIC
  4. サイクル

### 未発表楽曲一覧
1. ■For my neighbor (2003 8/3)
2. ■over (2003 9/5)
3. ■時の止まる場所 (2004 3/14)
4. ■銀星 (2004 4/4)
5. ■始まりは夏の夜 (2004 5/4)
6. ■太陽シルエット (2004 6/20)
7. ■grass hopper (2004 8/17)
8. ■クリスタライザ (2004 10/5)
9. ■Laundry（2004 11/6）
10. ■ジュリー(inst.)（2004 12/4）

ここからcinema staff
1. ■F.M city
2. ■DAWN (2006 5/4)
3. ■stereo future (2006 5/4)
4. ■moon calf (2006 5/4)
5. ■ARCADE BEER (未発表)
6. ■BLUE TUNE (2006 8/13)
7. ■TOWER (2006 12/26)

## ミュージックビデオ
※:100万再生達成作品

## タイアップ一覧
| 使用年 | 曲名             | タイアップ                                                                   |
| ------ | ---------------- | ---------------------------------------------------------------------------- |
| 2013年 | 望郷             | テレビ朝日系『musicる TV』6月度エンディングテーマ                            |
| 2013年 | great escape     | UHFアニメ『進撃の巨人』第1期エンディングテーマ（#14 - #25）                  |
| 2013年 | dawnrider        | カプコン ゲームアプリ「モンハン 大狩猟クエスト」テーマソング                 |
| 2014年 | borka            | TBS系『スーパーサッカー』2014年4月・5月度エンディングテーマ                  |
| 2014年 | theme of us      | テレビ朝日系全国放送『Break Out』4月度エンディングトラック                   |
| 2014年 | 地下室の花       | J-WAVE『TOKYO REAL-EYES』オープニングテーマ                                  |
| 2015年 | シャドウ         | TBS系『スーパーサッカー』2015年4月・5月度エンディングテーマ                  |
| 2015年 | 地下室の花       | 日本テレビ MIDNITEテレビシリーズ『ARROW/アロー シーズン1』エンディングテーマ |
| 2015年 | 切り札           | テレビ東京系アニメ『遊☆戯☆王ARC-V』オープニングテーマ（第76話 - 第98話）     |
| 2015年 | RIDICULOUS HONOR | フジテレビ系『全力!脱力タイムズ』10・11月度エンディングテーマ                |
| 2015年 | YOUR SONG        | NHK岐阜放送局 開局75周年記念ドラマ『ガッタン ガッタン それでもゴー 』主題歌  |
| 2016年 | overground       | TBS系『有田ジェネレーション』5・6月度エンディングテーマ                      |
| 2016年 | 希望の残骸       | テレビ朝日系全国放送『Break Out』5月度オープニングトラック                   |
| 2016年 | エゴ             | テレビ東京系『ゴッドタン 』12月度エンディングテーマ                          |
| 2016年 | 返して           | フジテレビ系『全力!脱力タイムズ 』12・1月度エンディングテーマ                |
| 2017年 | pulse            | テレビ朝日系全国放送『Break Out』5月度オープニングトラック                   |
| 2017年 | 僕たち           | テレビ東京系『おしゃべりオジサンと怒れる女』6月度エンディングテーマ          |
| 2017年 | 僕たち           | テレビ東京系『JAPAN COUNTDOWN』6月度オープニングテーマ                       |
| 2017年 | 熱源             | TBS系『谷原章介の25時ごはん』6月度エンディングテーマ                         |
| 2019年 | Name of Love     | NHK総合アニメ『進撃の巨人 Season3』エンディングテーマ                        |

## ヘビーローテーション/パワープレイ

### ラジオ
| 使用年 | 曲名       | ラジオヘビーローテーション/パワープレイ          |
| ------ | ---------- | ------------------------------------------------ |
| 2015年 | シャドウ   | FM NACK5・4月度後期パワープレイ                  |
| 2015年 | シャドウ   | FM新潟 4月度 パワープレイ                        |
| 2015年 | シャドウ   | RADIO BERRY『Join-T』4月度エンディング曲         |
| 2015年 | YOUR SONG  | FM OSAKA 10月度パワープレイ                      |
| 2015年 | YOUR SONG  | FM岐阜 10月度パワープレイ                        |
| 2015年 | YOUR SONG  | CROSS FM 10月度後期グリーンレコメンド            |
| 2020年 | bet better | FM GIFU『TWILIGHT MAGIC』9月度エンディングテーマ |

## 受賞・ノミネート・選出歴
- 2004年　TEENS' MUSIC FESTIVAL 2004　岐阜県大会　TEENS'大賞受賞。
- 2006年　COLLEGE ROCK FESTIVAL 2006全国大会　大賞受賞。
- 2006年　TEENS' MUSIC FESTIVAL 2006全国大会　ティーンズ部門受賞。
- 2008年　タワレコメン11月度　「document」　選出。
- 2011年　iTunes Store 「Japan Sound of 2011」　選出。
- 2012年　第4回CDショップ大賞2012地方賞作品「cinema staff」　東海ブロック賞受賞。
- 2013年　ビルボード・ジャパン・ミュージック・アワード優秀アニメソングアーティスト Animation Artist of the Year2013　ノミネート。
- 2014年　ミュージック・ジャケット大賞2014アルバム「望郷」　ノミネート。
- 2016年　ミュージック・ジャケット大賞2016シングル「SOLUTION E.P.」　ノミネート。

## 出演

### 音楽番組
- 2012年09月04日 - 日本テレビ系「音龍門」
- 2013年01月18日 - テレビ東京系「ロック兄弟」
- 2014年04月07日 - テレビ東京系「プレミアMelodiX!」
- 2014年04月29日 - TBS系「ライブB♪」
- 2014年05月02日 - MBS「乃木坂46 みゅ〜じキュン」
- 2014年08月02日 - TBS系「音楽の日」
- 2016年12月02日 - テレビ東京系 「音流〜On Ryu〜」

### 配信番組
- cinema staffの木曜The NIGHT（2016年11月17日  、AbemaTV） - パーソナリティ

### ラジオ
- FM OSAKA E-tracks Selection 〜cinema staffのエモラジ〜（2016年1月5日 - 6月21日、FM OSAKA） - パーソナリティ[47]
- TOKYO→NIIGATA MUSIC CONVOY（2017年1月9日 -9月24日 、FM PORT） - パーソナリティ

## 主なライブ

### ワンマンライブ・主催イベント
cinema staff presents OOPARTS は省略する。
- 2008年 - Two Strike 2(to) Night vol.1
- 2009年 - 「SPACE OPERA」RELEASE TOUR STAR TOURS!!
- 2010年 - Blue,under the imagination Release Tour 〜想像上の辻〜
- 2011年04月10日〜07月23日 - two strike to(2) night〜日本シリーズ〜
- 2012年 - TOUR 2012 "SALVAGE YOUR VINYL"
- 2012年 - 1st E.P.「into the green」release oneman live『望郷』
- 2012年10月05日〜11月09日 - cinema staff 4th mini album「SALVAGE YOU」release tour "夜は短し歩けよ辻"
- 2012年12月11日 - cinema staff presents"means flm 4″
w/∞Z
- 2012年12月15日 - cinema staff presents"LOSTAGE VS ROUTE21″
- 2013年03月07日〜14日 - double single release live「two strike 2(to) night〜2013開幕版〜」
- 2013年05月28日〜07月11日 - 【僕たちの秘法】tour
w/THE★米騒動
- 2014年01月18日 - two strike 2(to) night 決定版
- 2014年05月17日〜04月26日 - Death Bandwagon 2(to) Glory
- 2014年12月19日 - two strike to(2) night ファン感謝デー
- 2015年02月25日〜03月05日 - two strike to(2) night〜2015開幕版〜
w/アルカラ/パスピエ/KEYTALK/POLYSICS
- 2015年05月12日〜08月16日 - cinema staff 4th FULL ALBUM [brueprint] release tour "land=ocean"
- 2015年08月22日 - cinema staff Homecoming Live!!
- 2015年09月04日〜14日 - cinema staff×the band apart presents 2 strike 2 butter TOUR
- 2015年12月02日 - waypoint 2015
- 2015年12月18日 - two strike to(2) night ファン感謝デー2015
- 2015年12月19日 -「SOLUTION E.P.」発売記念スペシャルライブ
- 2016年02月25日 - waypoint 2016
- 2016年05月27日〜06月18日 - oneman tour 2016 "about eve"
- 2016年08月03日 - two strike to(2) night特別編 -KINOTO 15TH ANNIV!-
- 2016年10月17日〜11月22日 - インディーズ時代音源再現ライブ『前衛懐古主義』part1
- 2016年11月30日 - cinema staff自主企画 「シネマのキネマ」
w/Ivy to Fraudulent Game / HOWL BE QUIET / Halo at 四畳半
- 2016年12月18日 - cinema staff&plenty presents 「辻との距離のはかりかた」
- 2017年02月03日〜02月12日 - Vektor E.P. Release Tour ～箱庭戦争～
- 2017年05月19日 - cinema staff自主企画 「シネマのキネマ」
w/PELICAN FANCLUB / SHE'S / Age Factory
- 2017年06月01日〜07月28日 - cinema staff「"熱源" Release tour『高機動熱源体』」
w/GOOD ON THE REEL / My Hair is Bad / SAKANAMON / THE NOVEMBERS / サイダーガール / 9mm Parabellum Bullet / bacho / mudy on the 昨晩 / SUPER BEAVER / the band apart / yonige
- 2017年10月14日 - two strike to(2) night ～万感の日比谷編～
- 2017年12月23日 - cinema staff Presents 年忘れ泥仕合シリーズ名古屋編 ～新栄こめっこの回～
w/ASPARAGUS
- 2017年12月27日 - cinema staff Presents 年忘れ泥仕合シリーズ東京編 ～新代田むにむにの回～
w/アルカラ
- 2018年02月14日 - cinema staff Presents 箱庭戦争 煉獄のメンズデー
- 2018年02月22日〜03月23日 - 前衛懐古主義 part2
- 2018年03月14日 - cinema staff Presents 箱庭戦争 深淵のレディースデー
- 2018年06月05日〜09月14日 - cinema staff デビュー10周年ライブシリーズ two strike to(2) night～バトル・オブ・クアトロ～
w/9mm Parabellum Bullet / GOOD ON THE REEL / Saucy Dog / 夜の本気ダンス
- 2018年10月19日・10月26日 - cinema staff「デビュー10周年ライブシリーズ two strike to(2) night～バトル・オブ・オオバコ～」
w/KEYTALK / BRAHMAN
- 2019年03月21日 - cinema staff「デビュー10周年ライブシリーズ two strike to(2) night～平成終幕編・柳ケ瀬の乱～」
w/THE BACK HORN
- 2019年03月24日 - cinema staff「デビュー10周年ライブシリーズ two strike to(2) night～平成終幕編・恵比寿の乱～」
w/THE BACK HORN
- 2018年08月03日〜2019年05月13日 - cinema staff×アルカラ Split EP『undivided E.P.』RELEASE TOUR ～A.S.O.B.i～
- 2019年06月01日〜07月21日 - "Name of Love" RELEASE ONE-MAN TOUR ～RE: land=ocean～
- 2019年11月04日〜2020年01月31日 - BEST OF THE SUPER CINEMA JAPAN TOUR
- 2021年06月04日〜07月25日 - cinema staff TOUR 2021 NEWDAWN/NEWBORN
w/ österreich (6月4日のみ)
- 2021年10月08日 - two strike to(2) night ～回天の渋谷編～[48]
- 2021年11月03日〜2022年01月29日 - cinema staff “海底より愛をこめて” RELEASE TOUR『はじまりの場所』
- 2022年05月01日〜05月07日 - 前衛懐古主義 part3 Re:Respawn
- 2022年09月25日 - two strike to(2) night ～忽然の恵比寿編～
- 2022年10月08日 - two strike to(2) night ～因縁の日比谷編～
- 2023年03月11日 - two strike to(2) night ～捲土重来の三茶編～
- 2023年07月02日〜11月05日 - cinema staff debut 15th Anniversary Japan Tour 2023 "We are Phenomenal"
- 2024年02月02日〜03月15日 - cinema staff presents "two strike to(2) night～バトル・オブ・リキッドルーム’2024～"
w/ LOSTAGE / ハンブレッダーズ / THE NOVEMBERS / People In The Box / osterreich O.A. Etranger / 夜の本気ダンス / a flood of circle
- 2024年03月24日 - cinema staff presents "two strike to(2) night～マスター・オブ・リキッドルーム’2024～"
- 2024年07月07日〜07月21日 前衛懐古主義 part4.1
- 2024年11月23日 - cinema staff BEST OF THE SUPER CINEMA TAIPEI TOUR
- 2025年07月08日 - two strike to(2) night -明鏡止水の日比谷編-